# Sylvietta brachyura
Sylvietta brachyura là một loài chim trong họ Macrosphenidae.